# Московское общество любителей художеств
Московское общество любителей художеств (сокр. МОЛХ) — русское благотворительное общество любителей художественного искусства.

## История
Основано в 1860 году для создания Московской публичной художественной галереи. Но идея такого общества возникла в 1858 году у группы московской интеллигенции, собиравшейся у братьев Сергея Ивановича и Павла Ивановича Миллер.
В 1860 году был утверждён устав Общества, его делами управлял Комитет, состоявший из председателя и 12 членов (из них восемь были любителями, а четверо — художниками). Первым председателем (до 1863 года) был С. И. Миллер
С 1867 года МОЛХ находилось под покровительством цесаревны — впоследствии императрицы) Марии Фёдоровны.

## Деятельность
Главным направлением деятельности Общества стало устройство постоянной выставки, экспозиция которой обновлялась несколько раз в год.
МОЛХ проводило также художественные конкурсы, присуждало премии, создало «Фонд для вспомоществования бедным и престарелым художникам и их семьям», а в 1910 году учредило стипендии для учащихся МУЖВЗ.
Общество было распущено в 1918 году.